# Raskat
Een raskat is een kat die qua uiterlijk en gedrag voldoet aan welbepaalde omschrijvingen (rasstandaarden) die sinds het einde van de 19e eeuw opgesteld zijn door kattenstamboekverenigingen. Een ras bestaat niet van nature, maar is een door de mens gekweekte variëteit. Wat een raskat onderscheidt van een "gewone" huiskat, ook bekend als huis-tuin-en-keukenkat (HTK), is een geregistreerd stamboek bij een van deze verenigingen. De meeste katten zijn stamboekloze HTK’s; de raskatten vormen ongeveer 1-2% van de kattenpopulatie wereldwijd.

## Geschiedenis

Penning van een kattententoonstelling te Amsterdam (1890)

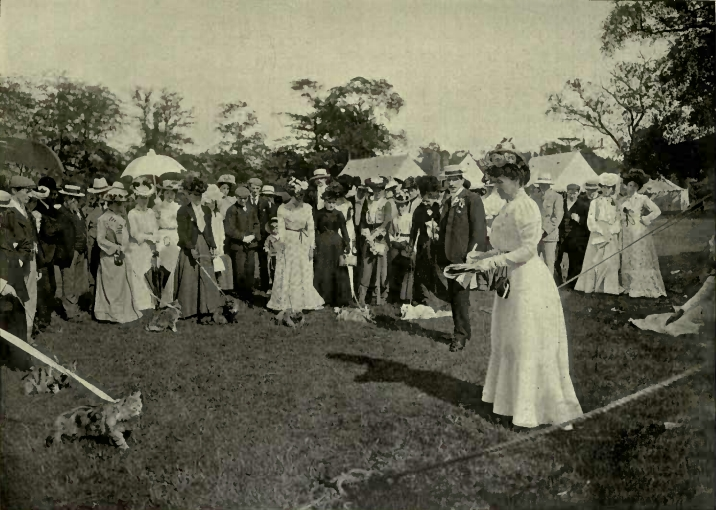
Een van de eerste raskattententoonstellingen in Richmond, Londen (eind 19de-eeuw)

De kat werd zo'n 9000 jaar geleden gedomesticeerd van de Afrikaanse wilde kat, aangetrokken door synantrope dieren als muizen die op graan afkwamen. Domesticatie vond vanaf zo'n 9000 jaar geleden zowel in het oude Nabije Oosten als in het oude Egypte plaats. Vanuit Klein-Azië werd de kat al heel vroeg meegenomen door reizigers en emigranten naar Europa en dieper Azië in.
Waar honden al eeuwenlang zijn gefokt op specifieke functies (bv. jacht, waken) met als resultaat een breed scala aan unieke hondenrassen, zijn kattenrassen relatief jong en louter gefokt voor esthetische doeleinden. Pas rond 1870 begonnen kattenliefhebbers met het selectief fokken en registreren van raskatten, wat de relatief kleine verschillen binnen de huiskat verklaart.

## Definitie

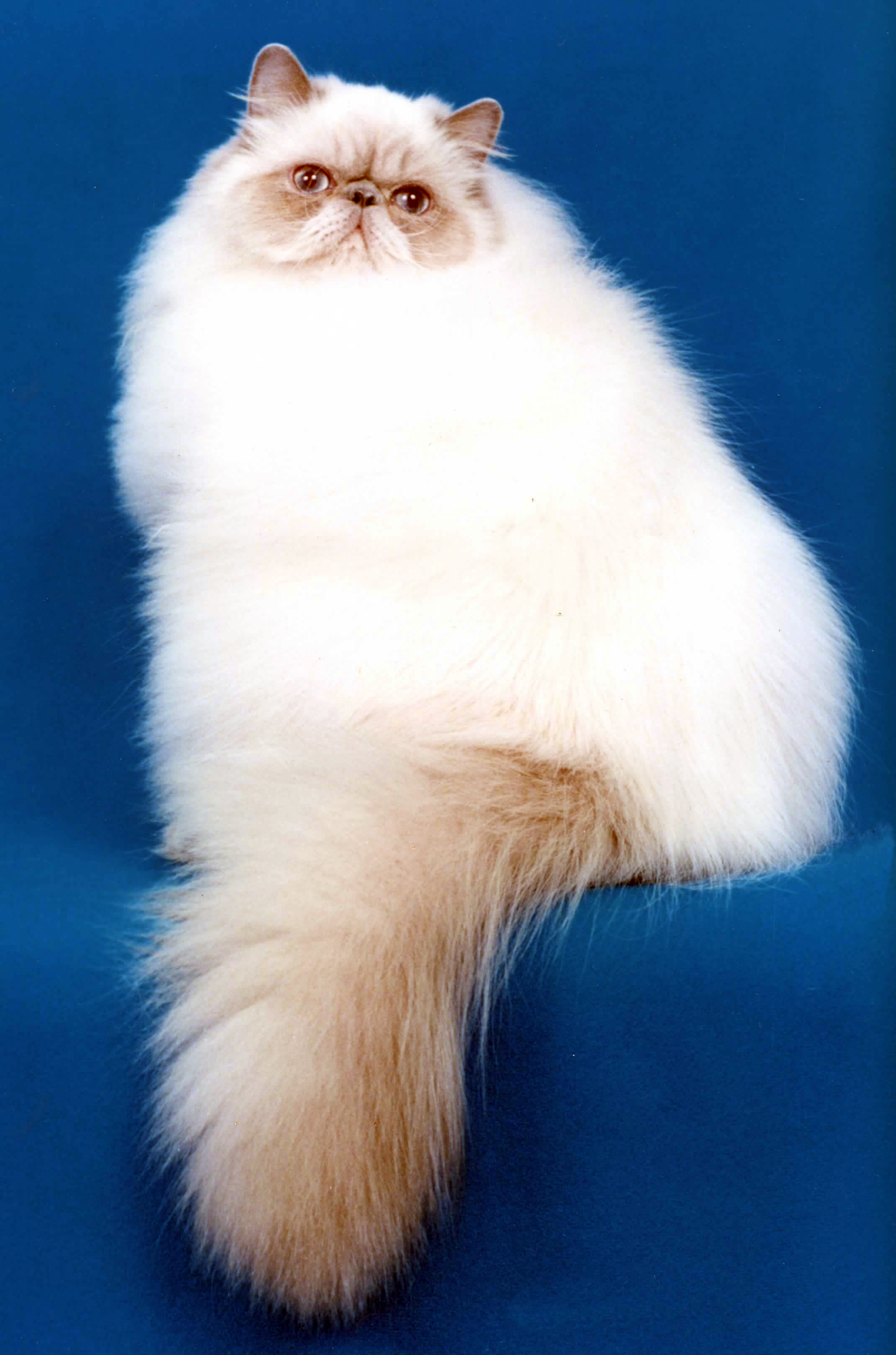
Lila Himalayan (kleurpunt Pers) met kampioen-status

Naast de stamboekloze huiskatten — in de volksmond ook wel huis-tuin-en-keukenkat (HTK) of foutief Europees korthaar genoemd — bestaan er ook een honderdtal selectief gefokte kattenrassen binnen de diersoort gedomesticeerde huiskat (Felis silvestris catus). Niet elke kat die overeenkomsten vertoont met een bepaald ras is daardoor gelijk een raskat. Daarnaast gelden niet bij alle stamboekvereniging gelijke maatsstaven of standaarden. De enige voorwaarde die internationaal geldt voor een raskat is het bezitten van een officieel geregistreerd stamboek, gevoerd door een van de stamboekverenigingen onder de catterynaam van de fokker. 

## Populariteit rassen
Wereldwijd verschilt per regio de populariteit van raskatten in zijn geheel en daarnaast de populariteit tussen de aparte rassen. Raskatten zijn het meest populair in Westerse landen (Europa, Rusland, Noord-Amerika, Zuid-Afrika, Oceanië en Japan), maar de populariteit begint in de 21ste eeuw ook toe te nemen in landen als India en China.
In de westerse wereld is ongeveer minder dan 4% van de kattenpopulatie een raskat. In Frankrijk zijn raskatten populairder met 4% van de landelijke kattenpopulatie, terwijl in de VS slechts minder dan 2% tot een ras behoren. Wereldwijd behoren ongeveer 1-2% van alle katten tot een ras. Alle katten zonder stamboom behoren tot de noemer HTK of kort/(half)langharige huiskat, afhankelijk van de volwassen-vachtlengte.
In FIFe (vooral actief in Europa) is de top 3 van populairste rassen de Maine Coon (24%), Brits korthaar (17%) en Ragdoll (15%). De Maine Coon, bengaal en Ragdoll zijn de populairste rassen bij TICA (wereldwijd actief). Bij de CFA (gevestigd in de VS) is het meest populaire kattenras de Ragdoll, gevolgd door de Maine Coon en Devon Rex. Bij de GCCF (gevestigd in de VK) was dit de Brits korthaar, Ragdoll en dan de Maine Coon. In Frankrijk moeten alle raskatten bij geboorte verplicht worden geregistreerd bij een nationale instantie, LOOF. De Maine Coon is met 42% van alle Franse raskatten veruit het populairste ras in Frankrijk, gevolgd door de Heilige Birmaan en bengaal.

## Soorten rassen

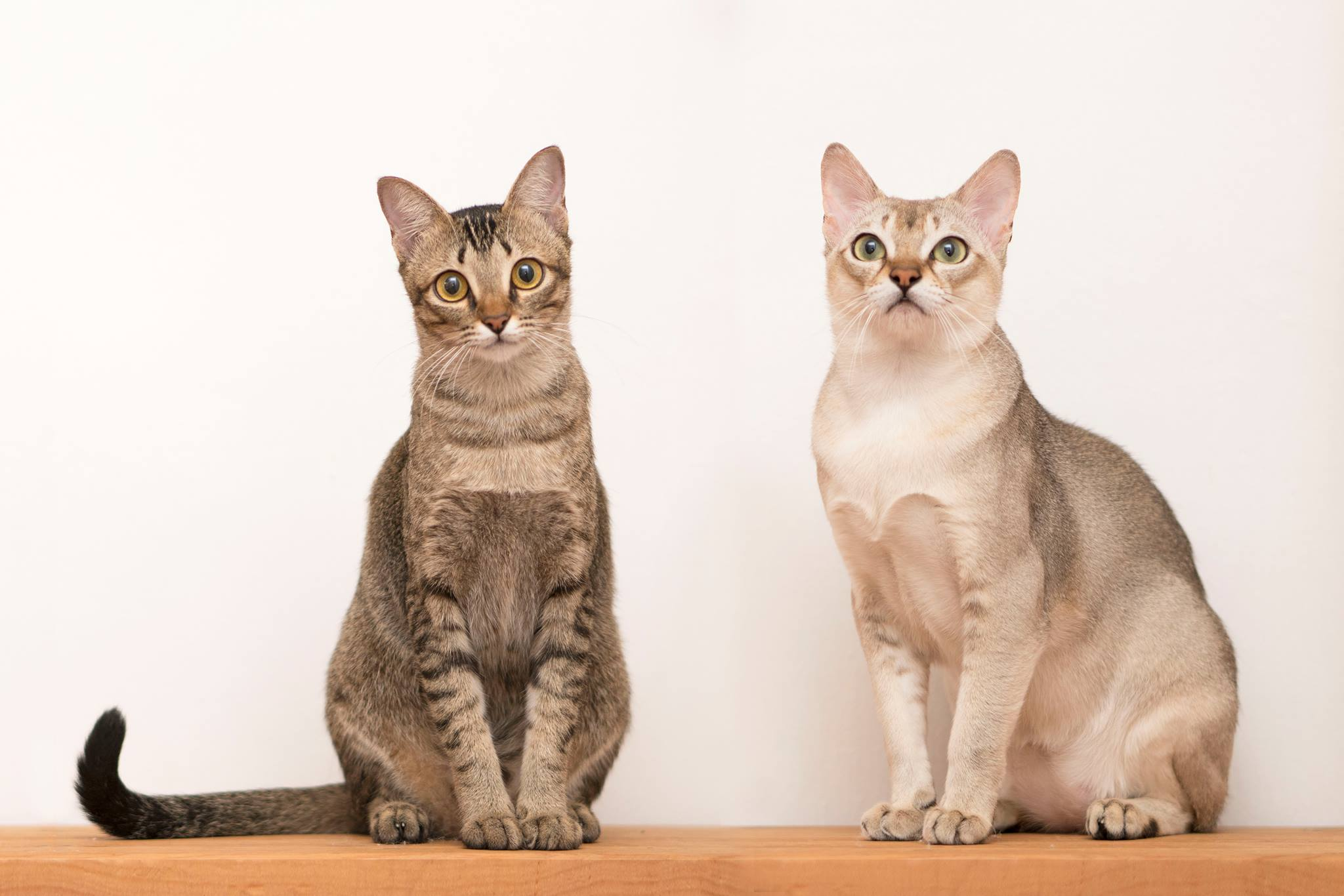
Links een ongefokte natuurlijkvoorkomende huiskat uit Singapore. Rechts een raskat Singapura ontstaan door selectieve fok uit dit landras.

Er valt bij kattenrassen een indeling te maken naar herkomst. Sommige kattenrassen zijn selectief gefokt uit een selectie katten van een landras met originele fenotypen (een eigen uiterlijk, waarmee ze al eeuwen in een bepaald gebied voorkomen), anderen zijn door de mens ontwikkeld door kruisingen met bestaande rassen of katten met erfelijke mutaties. Er zijn ook kattenrassen, die officieel niet onder de soort van de gedomesticeerde kat vallen. Dit zijn hybride kruisingen van de huiskat (Felis silvestris catus) met wilde katachtigen. De verschillende eisen voor de uiterlijke en innerlijke kenmerken van ieder ras is vastgesteld door de stamboekverenigingen in zogeheten fok- of rasstandaarden. Aan de hand van deze standaarden worden de raskatten gejureerd op kattententoonstellingen.

### DNA-testen
Elk ras heeft een specifiek uiterlijk en een eigen karakter, maar desondanks verschillen (ras)katten, in tegenstelling tot (ras)honden, relatief weinig van elkaar doordat men pas rond 1870 is begonnen met het selectief fokken van raskatten. Waar het verschil tussen een teckel en Duitse herder makkelijk te achterhalen is op DNA-niveau, is het verschil tussen (ras)katten nauwelijks aantoonbaar (tenzij er sprake is van een ras-specifieke mutatie). Dit is dan ook de reden dat DNA-testen voor katten onmogelijk een achtergrond van specifieke rassen kunnen bepalen, hierdoor wordt er in plaats daarvan gebruikgemaakt van de gelijkenissen in DNA-componenten tussen een geteste kat en bekende kattenrassen. De uitslag geeft dus geen bloedverwantschap tussen de geteste kat en de kattenrassen aan, maar gelijkenissen in genen. Een DNA-uitslag kan dan ook niet worden gebruikt als bewijs voor een raskat.

## Rasstandaard

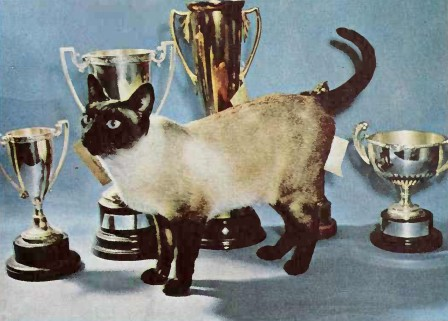
Seal point Siamese kat naast zijn showprijzen (1960)

Hoe de (ideale) kat van een bepaald ras er uit hoort te zien wordt omschreven in een rasstandaard opgesteld door een kattenstamboekvereniging. In deze standaard wordt het uiterlijk en innerlijk uitvoerig omschreven. Van de stand en de grootte van de oren, tot en met de lengte en beharing van de staart. Om te beoordelen in welke mate een kat aan de rasstandaard voldoet, worden door raskattenverenigingen shows of tentoonstellingen georganiseerd waar men de katten kan laten keuren. Een keurmeester stelt aan de hand daarvan een keurrapport op waarin de plus- en minpunten van de individuele kat omschreven worden.

## Begrippen
Uitleg van enkele veelgebruikte begrippen omtrent raskatten, die vaak worden verward met elkaar zijn:
Raskat

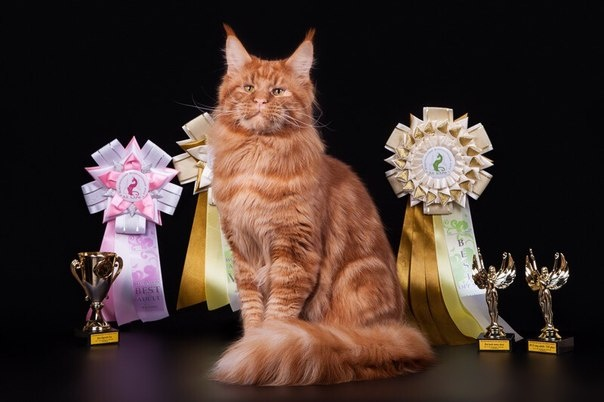
Rood klassieke cyperkater tussen zijn gewonnen showprijzen

Een kat met officieel geregistreerd stamboek bij een kattenstamboekvereniging. Deze registratie geeft de raskat een persoonlijk stamboeknummer gelinkt aan een ingebrachte chip. Het ras is selectief gefokt door de mens aan de hand van een bepaalde uniforme rasstandaard. De stamboom (afstamming) is eveneens vastgelegd in dit stamboek.
Huiskat of HTK
Een kat zonder stamboek. De "gewone" huiskat is in de volksmond beter bekend als de huis-tuin-en-keukenkat (HTK). Er wordt onderscheid gemaakt tussen de kortharige en langharige huiskat.
Raszuiver
Een kat geboren uit lijnen van één bepaald ras, oftewel uit een pure afstamming van dat ras. Deze worden raszuiver of fokzuiver genoemd. Raszuivere katten hoeven in principe niet een stamboek te hebben. Bijvoorbeeld wanneer een witte, dove raszuivere kat uit twee ouders met stamboek wordt geboren is de kat wel raszuiver, maar zal het geen stamboek krijgen door het medische mankement. Zonder stamboek is het geen raskat, ondanks dat de kat wel raszuiver is.
Landras

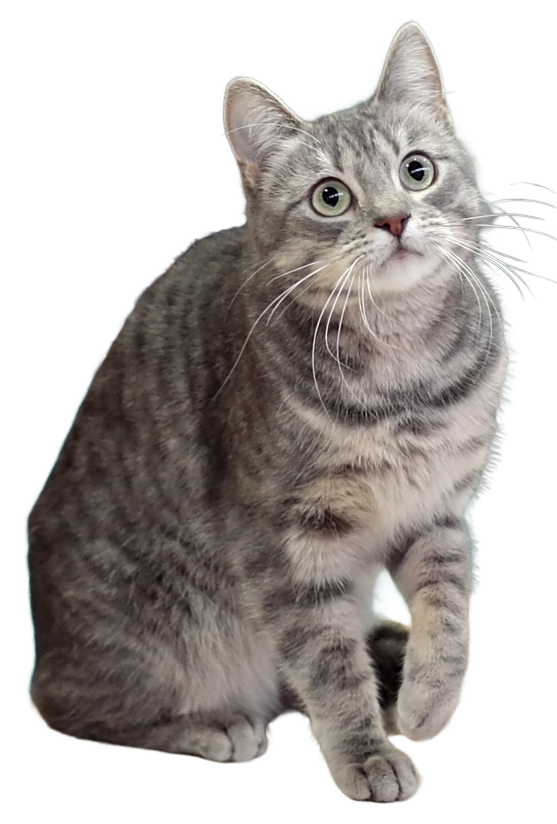
Blauwe cyper Europees korthaar. Dit ras heeft veel weg van de HTK’s in Europa, maar is selectief gefokt tot een kattenras met stamboek.

Een natuurlijke en dynamische kattenpopulatie in een bepaald gebied, die zich door de jaren heen heeft aangepast aan de groei- of leefomgeving. Een landras wordt wel door menselijk ingrijpen in standgehouden, maar wordt niet selectief gefokt door de mens tot een uniform ras met standaardeigenschappen. Een voorbeeld hiervan is de populatie van HTK’s in Europa. Deze kattenpopulatie worden met menselijk ingrijpen in standgehouden, maar niet selectief tot een bepaald uniform ras met standaarden gefokt. Toch is er wel degelijk een vergelijkbaar uiterlijk tussen de katten aanwezig. Met een selectie van katten uit dit Europese landras, gebaseerd op specifieke uiterlijke voorkeuren, is uiteindelijk na jarenlang selectief fokken het Europees korthaar-ras ontstaan. De Europees korthaar en de HTK’s in Europa delen dus wel dezelfde voorvaderen, maar de HTK’s in Europa vallen niet onder het Europees korthaar-ras.
Designerkat

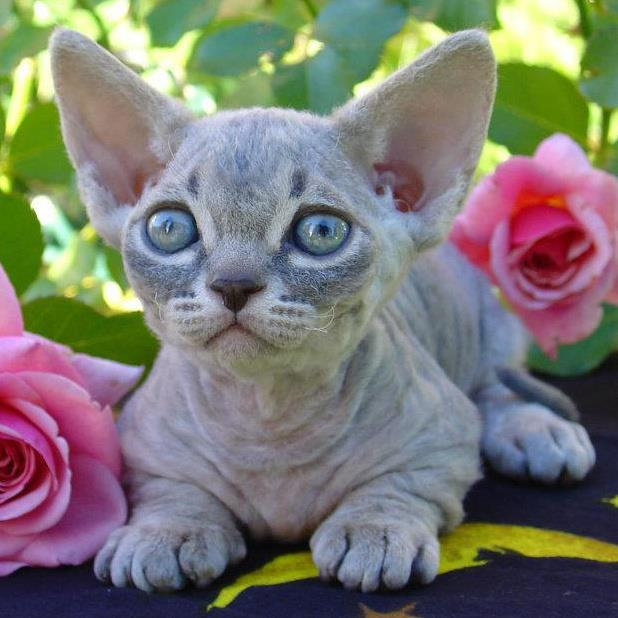
De Minskin is een designerras met dwerggroei en haarloosheid. Het is ontstaan uit de kruising van een Munchkin, Sphynx, Burmees en Devon Rex.

Een door de mens gefokt ras gebaseerd op een of meer genetische mutaties. Deze mutaties zijn op een natuurlijke manier spontaan ontstaan in een kattenpopulatie (net als bij de mens kan gebeuren), en deze katten met genetische afwijkingen zijn vervolgens bewust door de mens met elkaar doorgefokt tot een ras is ontstaan uit deze mutatie. Vaak zijn dit rassen die door de mutatie niet in de "natuur" zouden kunnen overleven. Deze katten hebben een extreem uiterlijk, zoals de Munchkin met dwerggroei, de haarloze Sphynx of de Schotse vouwoorkat met een kraakbeenafwijking (osteochondrodysplasie). Designerkatten kunnen ook een kruising zijn van twee of meerdere designerrassen wat leidt tot een opstapeling van mutaties. Dit wordt ook wel mutantenfokkerij genoemd. In bekend voorbeeld hiervan is de Bambino Sphynx met een haarloze vacht en dwerggroei (kruising Sphynx en Munchkin). Meestal worden deze termen gebruikt met een negatieve ondertoon, omdat de mutaties vaak schadelijke gevolgen hebben voor de gezondheid en welzijn van de katten en deze beperken in zijn levensvrijheid.
Kruising

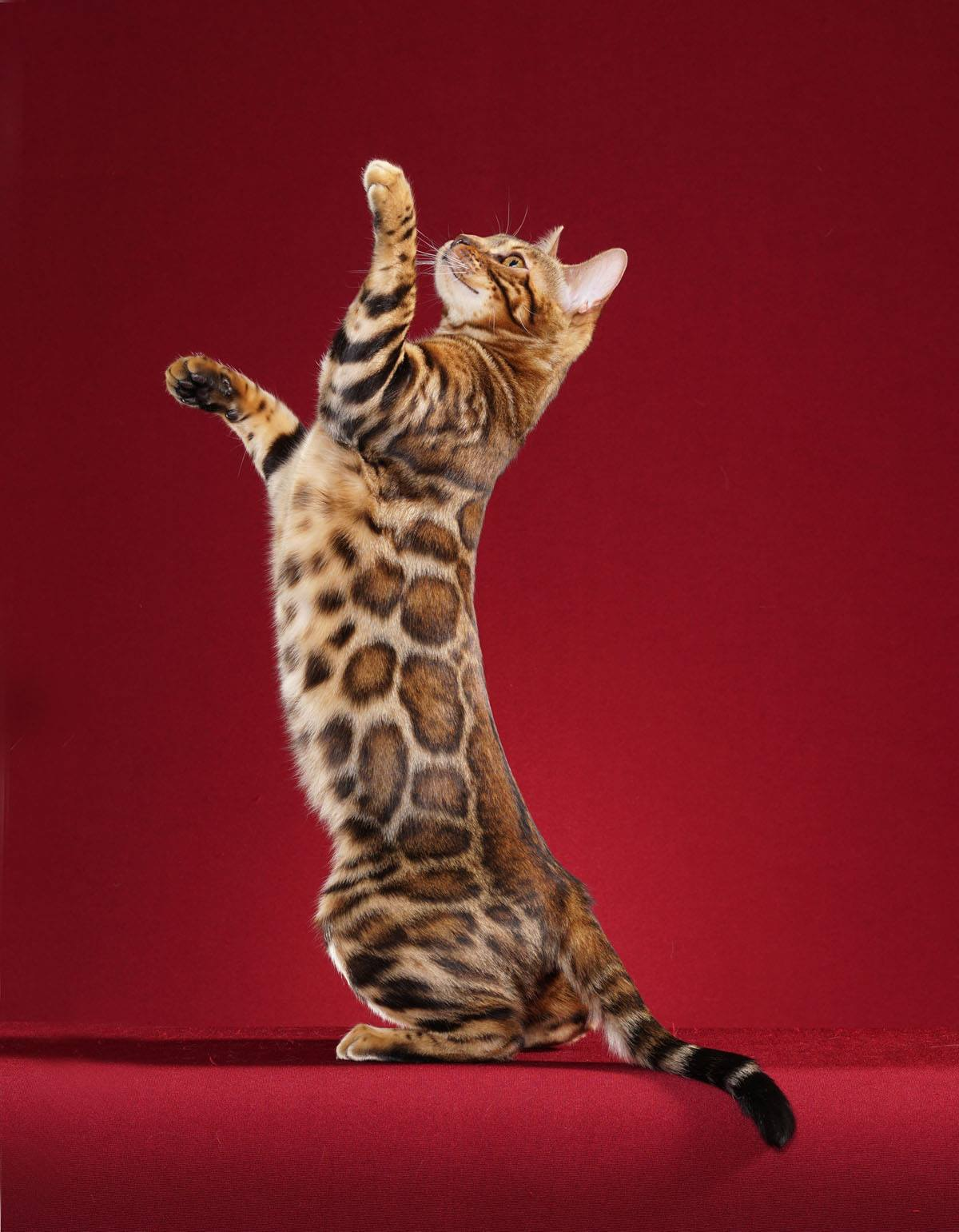
De bengaal is een hybride tussen de huiskat en Bengaalse tijgerkat (Felis sylvestris catus × Prionailurus bengalensis). Deze hybride kruising heeft geresulteerd in een rozet cyperpatroon in de vacht, dat niet van nature voorkomt bij de huiskat.

Een kruising tussen twee (ras)katten binnen de diersoort "gedomesticeerde huiskat" (Felis silvestris catus). Deze kruising kan zijn tussen twee verschillende raskatten of een raskat en een HTK. In de stamboeken staat vermeld of en met welke rassen een bepaalde raskat mag worden gekruist om de kittens te mogen registreren binnen dat ras. Een voorbeeld hiervan is de Burmilla, een kruising tussen de Burmees en chinchilla Pers. Kittens die worden geboren uit de kruising raskat met HTK komen niet meer in aanmerking voor een stamboek registratie. De kittens zijn dus HTK’s. De vaak gebruikte terminologie "halve [naam raskat]" is dan ook per definitie foutief.
Hybride
Een kruising tussen twee soorten binnen de katachtigen (Felidae); in het geval van katten is dit tussen de gedomesticeerde huiskat (Felis silvestris catus) en een wilde kattensoort. De uiteindelijke hybride is een kruising van twee diersoorten en valt dan ook biologisch gezien niet onder de gedomesticeerde huiskat. Echter beschouwen kattenliefhebbers deze dieren wel als raskat. Voorbeelden hiervan zijn de Bengaal en Savannah.

## Aanschaf
Bij interesse in de aanschaf van een raskat is het belangrijk de gegevens van de kat en ouderkatten te controleren op stamboek-registratienummer en gezondheidsverklaringen, om de potentiële aanschaf bij broodfokkers (puur op winstoogmerk) te vermijden. Ook fokkers die alleen op basis van DNA-testen een raskat aanbieden worden liever vermeden. Door de neveneffecten van mutaties en de lage inteeltcoëfficiënt hebben veel kattenrassen last van ras-specifieke medische mankementen of is er een hogere aanwezigheid van genetische ziekten. Raadpleeg daarom altijd betrouwbare informatie over de rassen alvorens de aanschaf van een raskat. Bij rassen die bekend staan om een bepaald ziektebeeld moet rekening worden gehouden met verhoogde dierenartskosten tijdens de gehele levensduur.
De regelgeving van de stamboekverenigingen geeft zekerheid over de algemene staat van een raskitten met stamboek. Zo moeten de kittens minimaal 12 weken oud zijn en zijn ze dan volledig ingeënt, gechipt en ontwormd. Ook zijn er regels voor de minimale leeftijd van de moederpoes bij haar eerste nestje en hoe vaak een poes een nestje mag krijgen. Daarnaast hebben de raskittens en de ouderkatten de nodige gezondheidsonderzoeken gehad. Het is belangrijk om te controleren in de gezondheidsverklaringen om welke onderzoeken dit gaat, aangezien er ras-specifieke genetische ziekten bestaan.

## Verboden rassen
Onder Nederlandse, Belgische en Europese wetgeving is het verboden om sommige raskatten en hybriden te houden, fokken en/of verhandelen. Dit uit het oogpunt voor dierenwelzijn, veiligheid of om de wilde kattensoorten te beschermen. Voorbeelden hiervan zijn de hybride bengaal of designerrassen met gezondheidsproblemen als gevolg van de mutatie, zoals de Schotse vouwoorkat. Tevens is het in Nederland sinds 2014 geheel verboden te fokken met ouderkatten die genetische afwijkingen doorgeven die schadelijk zijn voor hun nakomelingen. Raadpleeg daarom altijd de laatste informatie van de desbetreffende overheidsinstanties alvorens de aanschaf van een raskat.